# Georgi Borisenko
Georgi Konstantinovitsj Borisenko (Russisch: Георгий Константинович Борисенко) (Tsjoehoejiv, oblast Charkov, 25 mei 1922 – Tasjkent, 3 december 2012), was een in Oekraïne geboren schaker. Hij was beter in correspondentieschaak dan in bordschaak. In 1965 werd hij grootmeester ICCF en hij speelde acht keer mee om het FIDE kampioenschap van de USSR, echter zonder een goed resultaat. Van 1962 tot 1965 speelde hij mee om het wereldkampioenschap ICCF en eindigde hij op de tweede plaats na Vladimir Zagorovsky en voor Romanas Arlauskas. Van 1965 tot 1968 speelde hij ook mee om het 5e wereldkampioenschap, maar eindigde daar op de laatste plaats. Winnaar werd Hans Berliner.

## Schaakcarrière
Borisenko leerde het schaken op negenjarige leeftijd in de communistische jeugdbeweging.  Sinds 1933 nam hij deel aan diverse jeugdtoernooien in  Sint Petersburg. Zijn school- en schaakkameraad was Semjon Foerman, waarmee hij later zeer nauw samenwerkte. In 1940 was hij een ambtenaar in opleiding. Tijdens de Tweede Wereldoorlog werkte hij bij de berichtendienst, tot maart 1945 bleef hij aan het front. Na zijn ontslag uit het leger keerde hij terug naar  Leningrad en begon aan een opleiding tot ingenieur aan het Elektrotechnisch Instituut voor Signaalbewerking en Telecommunicatie. In een halve finale van het kampioenschap van de Sovjet-Unie in 1950 in Toela werd hij gedeeld eerste met 11.5 pt. uit 15, samen met Joeri Averbach; hiermee behaalde hij een meesternorm.  Bij het kampioenschap van Leningrad in 1953 werd hij derde, na Semjon Furman en Viktor Kortsjnoj. Eveneens in 1953, won hij met het team van Leningrad het teamkampioenschap van de Sovjet-Unie.
Sinds 1956 woonde Borisenko in Jekaterinenburg. Bij de kampioenschappen van de Russische Sovjetrepubliek in  1961 en 1964 werd hij gedeeld 2e-6e resp.  gedeeld 2e-3e. In de periode 1950 - 1967 speelde hij acht keer in de eindronde van het kampioenschap van de Sovjet-Unie. Daarbij won hij partijen tegen onder andere Vassily Smyslov, Boris Spasski en Lev Poloegajevski. Hij werd beschouwd als een theoretisch expert, die wel moeite had zijn bedenktijd in te delen. Borisenko nam niet vaak deel aan internationale toernooien.  Bij het toernooi van de Baltische staten in 1960 in Leningrad eindigde hij gedeeld 4e-5e.  Zijn gewonnen partij tegen  Zbigniew Doda was met 150 zetten en bijna 19 uur speelduur de langste partij. Ook bij het Asztalos Memorial in 1965 speelde hij in de laatste ronde een marathonpartij: na 136 zetten en 18 uur speelde hij remise tegen Győző Forintos. Nadat hij in 1965 naar Tasjkent verhuisd was, won Borisenko in 1966, 1968 en 1971 het kampioenschap van Oezbekistan.  In zijn latere jaren nam hij deel aan wereldkampioenschappen voor  senioren in 1997 (in Bad Wildbad) en (in Grieskirchen).

## Correspondentieschaak
In 1950 begon Borisenko met  correspondentieschaak. Bij het derde en vijfde kampioenschap van de Sovjet-Unie deelde hij de eerste plaats met Pjotr Doebinin  en  Jacob Estrin. Zijn partij tegen  Roebesov (vijfde kampioenschap,  1960–1963) werd uitgeroepen tot de beste partij van het toernooi. Met het Sovjet-team  won hij de derde en vierde correspondentieschaak-olympiades, deze werden gehouden in resp. 1958–1961 en 1962–1964. Bij de vierde olympiade behaalde hij het beste resultaat aan het derde bord. In 1965 werd hij 2e bij het vierde  wereldkampioenschap, 1 punt achter de winnaar  Vladimir Sagorovski.

## Schaaktrainer
Sinds midden jaren 50 was Borisenko actief als schaaktrainer. Hij trainde onder meer Mark Taimanov, Ratmir Cholmov en Viktor Kortsjnoj.  Sinds 1980 trainde hij Nona Gaprindasjvili en werd hij onderscheiden met de eretitel Gewaardeerd Trainer van de Georgische Sovjet-Republiek. In Oezbekistan ondersteunde hij o.a. Anton Filippov en Timoer Garejev. Borisenko leverde significante bijdragen aan de openingstheorie, hij analyseerde onder andere de Siciliaanse, de Konings-Indische en de Nimzo-Indische verdediging. Naar hem werden genoemd: de Borisenko-Furman-variant in het  aangenomen damegambiet en de Borisenko-variant in de Spaanse partij.
Uit terugberekening blijkt dat hij in januari 1956 zijn hoogste Elo-waarde bereikte: 2614, waarmee hij plaats 46 op de wereldranglijst had.

## Persoonlijk leven
Zijn vrouw Valentina Borisenko (1920–1993) won vijf keer het kampioenschap van de Sovjet-Unie bij de vrouwen.